# 蔡伯勵
蔡伯勵，GBS（1922年12月28日—2018年7月26日），原名蔡勸勤，香港堪輿曆學家、慈善家暨蔡真步堂第三代繼承人。

## 生平

### 接觸堪輿學
蔡伯勵祖父乃是晚清學海堂天文數學優等生蔡最白，通曉天文曆法，曾任職欽天監，1891年在廣州市越秀區高第街創立真步堂擇日館，「真步」取自真正按天象一步步推算曆法之意。他六歲到廣州唸書，曾抗拒堪輿學和認為不可信，但因自己是長子嫡孫，後又適逢日軍侵華使其沒法繼續就學，遂接受父親蔡廉仿提議，從十六歲開始學藝，並曾向當時廣州有名的數學家張兆駟及國立中山大學校長兼天文系主任張雲研習術數，二十二歲則承繼家業，成為蔡真步堂第三代繼承人。
1952年，中共推行「破四舊」社會運動，蔡伯勵選擇舉家移居香港，主要以供稿給永經堂、廣經堂等逾十家《通勝》出版商，出版《真步堂曆書》來維持生計。此書每年銷量近百萬本（香港及東南亞），而其後他亦簡化祖父出版的《七政經緯曆書》內容，2013年更獲廣東省政府將「真步堂通勝」（《七政經緯曆書》+《真步堂通勝曆書》）列入省級非物質文化遺產。

### 服務政商界
蔡伯勵曾替不少商賈政要提供玄學意見，當中較著名的如1990年獲香港首富李嘉誠邀請，為其亡妻莊月明尋覓墓穴福地，也在1995年建議把長江集團中心高度定高於中銀大廈以化解紛爭，因此被媒體稱作「富豪御用風水師」。2005年，他又曾幫助已故麗新集團主席林百欣重新揀選下葬墓穴；2007年時任中國人民政治協商會議全國委員會副主席霍英東逝世，他再獲霍震寰、霍震宇禮聘，在香港佛教墳場「玄」段內找尋安厝福地。
另外，蔡伯勵曾協助香港政府及商業機構替多個地標或活動擇吉日進行動工或開幕儀式，包括1985年滙豐總行大廈門前銅獅擺設、1993年大嶼山天壇大佛坐向選址、1997年青馬大橋通車、1998年機場快綫車箱顏色選定與赤臘角機場啟用、2005年昂坪心經簡林豎樁、香港電台每年的新春團拜活動等。

### 慈善公益活動
蔡伯勵於2006年跟李嘉誠歡聚時曾談到想開辦一個慈善基金會，除得他鼓勵外，還獲加多寶集團主席陳鴻道、順德建築設計院院長梁昆浩、香港報業工會及世界中文報業協會主席李祖澤、時任民政事務局局長何志平、香港慈善藝術家王梁潔華合共捐出約三百五十萬元贊助計劃。同年9月，他註冊成立新慈善組織，翌年6月正式改名為香港順龍仁澤基金會有限公司，擔任基金會主席，且在香港、順德區龍江鎮兩地設置辦事處，主力從事扶貧助學、維持正確宗教信仰、促進善舉等工作；成立以來曾有廣東省山區醫院、雲南及柬埔寨非牟利學校、龍江鎮蔡伯勵書院、香港中文大學校友會聯會順龍仁澤幼稚園、東坪仁澤醫院、香港大學眼科學系及港大公共衞生學院、伍宜孫書院等多個機構受惠。

### 故鄉祖屋仁園
蔡伯勵於1992至2012年在故鄉順德收購附近十六間（後增至十九間）舊屋，花費逾千萬元建成佔地四萬呎，設有庭台樓閣連荷花池的新式四合院屋群 —— 仁園，大宅保留鑊耳屋特色，一屋採用三間兩走廊設計，而園內「仁院」的中央、左右兩邊亦分別設置蔡最白先生紀念館、觀音堂及會客室。每逢週末周日，他會長途跋涉從北角英皇道康和苑返回仁園暫住。

### 傳承家業
蔡伯勵晚年以半退休形式賡續編寫《通勝》，十一名子女當中只有蔡爾椿、蔡爾德、蔡爾威、蔡興華及蔡菁華跟他夙承家學，惟沒有指定繼任人，其餘子嗣均對家業不感興趣，皆專注從商。而他早於1990年代起已逐步將《通勝》曆法編纂工作交棒給長女蔡興華，自己便潛心研究古代天文變化計算儀器渾天儀，2007年成功重鑄後更贈予前香港天文台台長林超英。2015年，他獲香港中文大學授予榮譽院士名銜，同年7月再獲香港政府頒授金紫荊星章以表揚對保存傳統曆法方面的貢獻。

## 逝世
2018年7月26日，蔡伯勵於早上六時二十七分在香港島養和醫院內因身體機能衰退逝世，享耆壽95歲，同月30日經香港殯儀館設靈，喪禮依照其生前意願透過佛教儀式進行，翌日遺體則安葬於柴灣華人永遠墳場。此後蔡興華接任蔡真步堂第四代掌舵人，而相關堪輿事務歸四位兄妹蔡爾椿、蔡爾德、蔡爾威及蔡菁華共同管理，順龍仁澤基金會则交由長子蔡爾明全權負責。

## 演出作品

### 綜藝節目
| 首播     | 節目名         | 備註              |
| 亞洲電視 |                |                   |
| 2013年   | 漫遊百科2013   | 第10集嘉賓        |
| 有線電視 |                |                   |
| 2016年   | 猴年點算       | 嘉賓              |
| 無綫電視 |                |                   |
| 2017年   | 新春開運王     | 第二輯 第15集嘉賓 |
| 靈機文化 |                |                   |
| 2017年   | 聽講           | 第2集嘉賓         |
| 奇妙電視 |                |                   |
| 2018年   | 狗年人人行好運 | 嘉賓              |

### 電台節目
| 首播           | 節目名 | 備註                |
| 香港電台第一台 |        |                     |
| 2015年         | 大學堂 | 5月24、31日演講嘉賓 |

## 著作
| 日期                       | 書名                                              | 國際標準書號                 |
| 永經堂                     |                                                   |                              |
| 1942－2018年               | 永經堂擇日通勝 （曆法部份由真步堂伯勵氏日館供稿） | 不適用（數量眾多，難以考究） |
| 廣經堂                     |                                                   |                              |
| 1942－2019年               | 廣經堂擇日通勝 （曆法部份由真步堂伯勵氏日館供稿） | 不適用（數量眾多，難以考究） |
| 商務印書館（香港）有限公司 |                                                   |                              |
| 2006年1月                  | 七政經緯曆書                                      | ISBN 9789620702686           |
| 2007年2月1日               | 七政經緯曆書（2007丁亥年）                        | ISBN 9789620702761           |
| 2008年1月31日              | 七政經緯曆書（2008戊子年）                        | ISBN 9789620702846           |
| 2009年1月1日               | 七政經緯曆書（2009己丑年）                        | ISBN 9789620702907           |
| 2010年1月13日              | 七政經緯曆書（2010庚寅年）                        | ISBN 9789620702945           |
| 2010年12月15日             | 七政經緯曆書（2011辛卯年）                        | ISBN 9789620703072           |
| 2012年1月3日               | 七政經緯曆書（2012壬辰年）                        | ISBN 9789620703263           |
| 2013年2月7日               | 七政經緯曆書（2013癸已年）                        | ISBN 9789620703560           |
| 2014年2月21日              | 七政經緯曆書（2014甲午年）                        | ISBN 9789620703690           |
| 2015年2月26日              | 七政經緯曆書（2015乙未年）                        | ISBN 9789620703874           |
| 2016年1月29日              | 真步堂天文曆算通勝 2016丙申年                     | ISBN 9789620704116           |
| 2017年1月17日              | 真步堂天文曆算通勝 2017丁酉年                     | ISBN 9789620705007           |
| 2018年2月5日               | 真步堂天文曆算通勝 2018 戊戌年                    | ISBN 9789620705236           |

## 外部連結
- 香港順龍仁澤基金會有限公司
- 蔡興華·語理友玄（页面存档备份，存于）